# Annie Lulu
Pour les articles homonymes, voir Lulu.
Annie Lulu, née en 1987, est une poétesse, chanteuse, auteure congolaise et roumaine, écrivant en français. Elle explore les thèmes de l'écologie, du féminisme et du multiculturalisme. Elle remporte le prix du roman d’écologie 2023.

## Biographie

### Enfance, éducation et débuts
Annie Lulu naît à Iasi en Roumanie. Elle est d’origine roumaine, rom et juive par sa mère, et congolaise par son père. Arrivée très jeune en France, elle étudie la philosophie, et se consacre pleinement à l’écriture.

### Carrière
Son premier roman, La Mer Noire dans les Grands Lacs, sorti en 2021, est autobiographique. Il raconte l'histoire de Nili qui s'apprête à accoucher de son premier fils et qui replonge dans ses origines. On découvre alors le passé de sa propre mère, étudiante, enceinte sans être mariée d'un homme noir, dans la Roumanie de 1989, encore dirigée par le dictateur Nicolas Ceausescu. Elle finit par accoucher à Iasi et par réussir en devenant enseignante à l'université de Bucarest. Mais celle-ci ne ressent pas de tendresse pour sa fille. La seule chose qu'elle lui transmet est son goût pour la lecture. « Amitiés, rencontres, adolescence, exil étudiant à Paris, voyage en RDC, entrée dans l’âge adulte… Le voyage initiatique est classique, attendu. Ce qui l’est moins, c’est le style d’Annie Lulu, comme si se heurtaient dans ses phrases, justement, le roumain, le français, le lingala » peut-on lire dans Jeune Afrique. Le roman est en lice pour le Prix Louis Guilloux, finalement remporté par Dimitri Rouchon-Borie,. Il est également distingué par le jury du Prix Senghor puisqu'elle reçoit le prix du premier roman francophone et francophile,. Elle reçoit enfin le prix de la Littérature de l’Exil, le Prix Alain-Fournier et le prix Cocteau,,,. 
Son deuxième roman écoféministe, Peine des faunes, est une saga familiale qui évoque cinq générations d'une même famille, de 1986 en Tanzanie à 2047 en Ecosse, et notamment de femmes qui auront à subir la violence des hommes,,. Le livre évoque aussi la maltraitance des animaux et plus généralement de notre environnement à travers l'avènement d'un monde où les humains sont contraints d'abandonner leur place dominante et leur désir de possession. « Annie Lulu franchit avec brio l'obstacle du deuxième roman. Et continue d'installer un style et un univers singuliers » écrit Le Télégramme. Elle remporte le prix du roman d’écologie 2023.

## Œuvres
- La Mer Noire dans les Grands Lacs, Paris, Éditions Julliard, 2021, 181 p.  (ISBN 978-2-260-05474-0)[18],[19],[20].
- Peine des Faunes, Paris, Éditions Julliard, 2022, 312 p.  (ISBN 978 2260 055037)

## Prix et récompenses
- Prix Senghor du premier roman francophone et francophile 2021 pour La Mer Noire dans les Grands Lacs[2],[9]
- Prix Des racines et des mots 2021, prix de la littérature de l’exil pour La mer Noire dans les grands lacs[5],[11]

- Finaliste du Grand prix du roman métis 2021[21]
- Prix Alain-Fournier 2022  pour La Mer Noire dans les Grands Lacs[12]
- Prix Jean Cocteau 2022 pour La Mer Noire dans les Grands Lacs[13]
- Prix du roman d'écologie 2023 pour Peine des faunes[22]